# Линейные корабли типа Royal Oak
Тип линейных кораблей Royal Oak — шесть линейных кораблей третьего ранга, построенных для Королевского флота сэром Джоном Уильямсом. Разработанный им позднее тип Alfred, был немного увеличенным вариатнтом типа Royal Oak. Корабли обоих типов относились к так называемым «обычным 74-пушечным кораблям», неся на верхней орудийной палубе 18-фунтовые пушки.

## Корабли
- HMS Royal Oak

Строитель: королевская верфь в Плимуте

Заказан: 16 ноября 1765 года

Заложен: май 1766 года

Спущён на воду: 13 ноября 1769 года

Выведен: разобран, 1815 год

- HMS Conqueror

Строитель: королевская верфь в Плимуте

Заказан: 12 октября 1768 года

Заложен: октябрь 1769 года

Спущён на воду: 18 октября 1773 года

Выведен: разобран, 1794 год

- HMS Bedford

Строитель: королевская верфь в Вулвиче

Заказан: 12 октября 1768 года

Заложен: октябрь 1769 года

Спущён на воду: 27 октября 1775 года

Выведен: разобран, 1817 год

- HMS Hector

Строитель: Адамс, Дептфорд

Заказан: 14 января 1771 года

Заложен: апрель 1771 года

Спущён на воду: 27 мая 1774 года

Выведен: разобран, 1816 год

- HMS Vengeance

Строитель: Рэндалл, Ротерхит

Заказан: 14 января 1771 года

Заложен: апрель 1771 года

Спущён на воду: 25 июня 1774 года

Выведен: разобран, 1816 год

- HMS Sultan

Строитель: Барнард, Харвич

Заказан: 14 января 1771 года

Заложен: март 1771 года

Спущён на воду: 23 декабря 1775 года

Выведен: разобран, 1816 год